# Ray Birdwhistell
Ray L. Birdwhistell, né le 28 septembre 1918 à Cincinnati et mort le 19 octobre 1994, est un anthropologue américain particulièrement versé dans l'étude de la kinésique. Contrairement à ce qui est parfois dit, il n'a pas étudié les processus interculturels [réf. nécessaire].[Interprétation personnelle ?].

## Biographie
Diplômé de l'université de Philadelphie, il a enseigné à Toronto (Ontario), Louisville (Kentucky), Buffalo (New York), et a terminé sa carrière dans la Annenberg School for Communication at the University of Pennsylvania (en).

## Travaux

### Pour une analyse kinésique
Birdwhistell a tenté de construire scientifiquement l'analyse “kinésique”, celle du langage corporel, en proposant des « kinèmes » sur le modèle des "phonèmes" pour la parole. Il a utilisé longuement le support filmique pour observer l’interaction des participants à la communication: mouvements corporels, gestes, postures, mimiques...
De son avis même, la tentative n'a pas été couverte de succès, pour des raisons à la fois de complexité (le décryptage de 6 secondes de films lui prit plusieurs centaines de pages) et de réductionnisme fondamental.
Reprenant la méthode initiée par Birdwhistell, l'anthropologue Gregory Bateson décrypta un film retraçant l’interaction entre une mère balinaise et son enfant. Sur une courte séquence, il remarqua plusieurs occurrences de la même interaction : la mère attire l’enfant par la parole, et le repousse par le geste. Il parlera de schismogenèse puis de "double contrainte" (double bind) pour désigner ce type de communication paradoxale.

### Contre le réductionnisme de la communication
Lucide sur le risque de réduire la communication à un processus mécanique (on parle du risque de réductionnisme), Birdwhistell se moquait volontiers de la "communication non verbale" : « Je ne fais pas simplement de l'esprit quand je dis que parler de communication non verbale est comme parler de physiologie non cardiaque, quand je dis que la physiologie, non l'anatomie, est le modèle essentiel. Le foie n'est un foie que sur la table de dissection de l'anatomiste. C'est la partie d'un cadavre, insuffisante pour une fonction vitale ! ».
De même, il replaçait la communication dans un "tout" social et anthropologique : « Un individu ne communique pas ; il prend part à une communication ou il en devient un élément. Il peut bouger, faire du bruit... mais il ne communique pas. Il peut entendre, sentir, goûter et toucher, mais il ne communique pas. En d'autres termes, il n'est pas auteur de la communication, il y participe. »
Cependant, la sagesse de Birdwhistell qui l'a poussé à abandonner la recherche illusoire d'un répertoire universel de la gestualité n'a pas fait école. De nombreux consultants se sont engouffrés dans la brèche, à coup de succès de librairie et de séances lucratives de développement personnel : la programmation neuro-linguistique, et la gestuologie font un large usage de la kinésique, sans précaution, et sans garantie de scientificité.